# 牛宿二
牛宿二 (α2 Cap/摩羯座α2)，英文名Algedi, 是一个在南天星座摩羯座的三星系统。 视星等3.57，它可以用肉眼看见， 与牛宿增六组成摩羯座α双星。 基于从地球观看的30.82毫弧秒的年周视差，该星距离太阳106光年。
主星A是一个已经演化的G型星，恒星分类G8III， 是一个巨星。 年龄13亿年，目前在红巨星分支，经由环绕氦核心的氢聚变产生能量。该星有大约2倍太阳质量，膨胀到8倍多太阳半径。它辐射出40倍太阳光度，表面温度5,030K。
伴星B和C组成一个联星系统，以244年周期互相绕行。两星的质量大约都是太阳的一半。它们估计以1500年的周期环绕主星。 在2010年，这对双星与主星的角距离为6.6弧秒，位置角196°。